# Asuncion
Pour les articles homonymes, voir Asunción (homonymie) et Assomption (homonymie).
Asuncion /a.sun̪.sjɔn̪/  ou Assomption /a.sɔ̃p.sjɔ̃/  (en espagnol : Asunción /a.sunˈsjon/ ; en guarani : Paraguay), connue également sous son nom complet Muy Noble y Leal Ciudad de Nuestra Señora Santa María de la Asunción, est la capitale et la ville la plus peuplée du Paraguay, constituée en une municipalité autonome nommée Asunción Distrito Capital, non incorporée à un département. Elle a été fondée sous le nom de Notre-Dame de l'Assomption le 15 août 1537 par Juan de Salazar, ce qui en fait l'une des plus anciennes villes d'Amérique du Sud.
Selon InSight Crime, elle est la troisième capitale la plus sûre d'Amérique latine, derrière Buenos Aires et Santiago. Selon le recensement paraguayen de 2022, elle compte 462 241 habitants, tandis que sa zone métropolitaine (connue sous le nom de Grande Asunción) compte plus de 2,3 millions d'habitants, ce qui en fait la zone la plus densément peuplée du Paraguay, mais aussi la plus productive, avec 70 % du PIB national. Asunción est la troisième juridiction (ou division politique) la plus peuplée du pays, dépassée par les départements du Paraná central et de l'Alto Paraná.
Elle est le siège des trois pouvoirs (exécutif, législatif et judiciaire), du Centre culturel de la République et des différents organismes et entités de l'État. C'était également le principal port fluvial du pays, une fonction que Villeta occupe aujourd'hui. Malgré les hauts et les bas de son histoire, Asunción continue d'être le centre des activités nationales et culturelles. C'est depuis la capitale que sont adoptés les principaux projets et résolutions de l'État, que sont centralisées les entités bancaires, économiques, culturelles, diplomatiques, sociales, syndicales et industrielles du pays, ainsi que la plupart des routes menant aux principales villes du pays. C'est le siège du Tribunal permanent de révision du Mercosur. Le siège de la Confédération sud-américaine de football est situé dans la zone métropolitaine d'Asunción, dans le quartier de Luque.
Elle est située dans une zone stratégique pour le Mercosur, au centre-nord du cône sud. Cette position géographique lui permet d'être relativement proche de villes telles que Buenos Aires, Montevideo, Córdoba, Rosario, Curitiba, São Paulo, Porto Alegre, Santa Cruz de la Sierra et d'autres villes importantes de la région. Elle est située à environ 1300 km de l'océan Pacifique et à environ 1000 km de l'océan Atlantique, des distances relativement équidistantes entre les océans, un facteur qui favorise la croissance économique et la met sur la voie de devenir une sorte de plaque tournante pour la région.
Considérée comme une ville mondiale « Gamma » par l'étude GaWC 2018, elle est classée parmi les capitales les moins chères du monde, et récemment comme l'une des meilleures villes pour l'investissement dans la construction et les services, ce qui en fait aujourd'hui l'une des villes à la croissance économique la plus rapide de la région.

## Toponymie
Le nom officiel de la ville est « Nuestra Señora de la Asunción », selon l'acte de fondation du Cabildo, daté du 16 septembre 1541. Le fort qui l'a précédée a été établi sous le même nom le 15 août 1537 par Juan de Salazar de Espinosa, jour où l'Église catholique commémore l'Assomption de Marie.
L'Assomption vient du nom latin, d'usage ecclésiastique, assumptīō, défini comme : « le fait pour la Vierge Marie d'être élevée corps et âme au ciel » et doit être distinguée de l'Ascension de Jésus. Bien que le dogme n'ait été proclamé qu'en 1950, la fête remonte au IXe siècle et était particulièrement célébrée en Espagne et en Amérique.

## Géographie

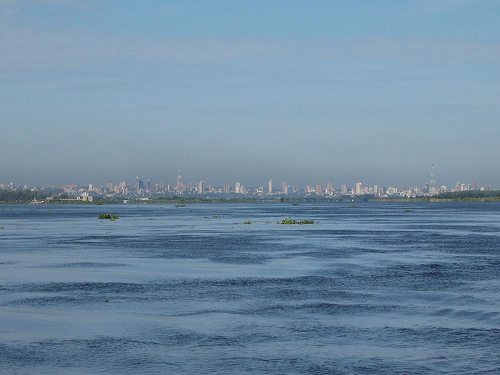
Baie d'Asuncion vue depuis le rio Paraguay.

Asuncion est située entre 25° 15′ et 25° 20′ de latitude sud et entre 57° 40′ et 57° 30′ de longitude ouest. La ville se trouve sur la rive gauche (orientale) du rio Paraguay, pratiquement à hauteur de son confluent avec le río Pilcomayo. Le rio Paraguay et la baie d'Asuncion séparent la ville de la région occidentale du Paraguay, à l'ouest, et de l'Argentine, au sud.
Originellement la ville fut construite sur un terrain parcouru de petits cours d'eau et parsemé de collines. Quelques-uns des principaux reliefs de la ville sont les collines de Cavará, Clavel, Tarumá, Cachinga et Tacumbú.
Asuncion compte aujourd'hui parmi les capitales menacées d'Amérique latine, où le pompage excessif des eaux menace de provoquer l'affaissement des sols.

### Climat
D'après la classification de Köppen : la température du mois le plus froid est comprise entre 0 °C et 18 °C (juin avec 17,6 °C) et la température du mois le plus chaud est supérieure à 10 °C (janvier avec 27,5 °C) donc c'est un climat tempéré. Les précipitations en hiver sont moins fréquentes mais il ne s'agit pas d'un climat avec hiver sec car les précipitations du mois hivernal le plus sec (juillet avec 42,3 mm) sont supérieures à 1/10 des précipitations du mois estival le plus humide (janvier avec 158,2 mm et 42,3 > 158,2 ⁄10 soit 15,82). C'est donc un climat tempéré chaud sans saison sèche. L'été est chaud car la température moyenne du mois le plus chaud est supérieure à 22 °C (janvier avec 27,5 °C).
Donc le climat de Asuncion est classé comme Cfa dans la classification de Köppen, soit un climat subtropical humide.

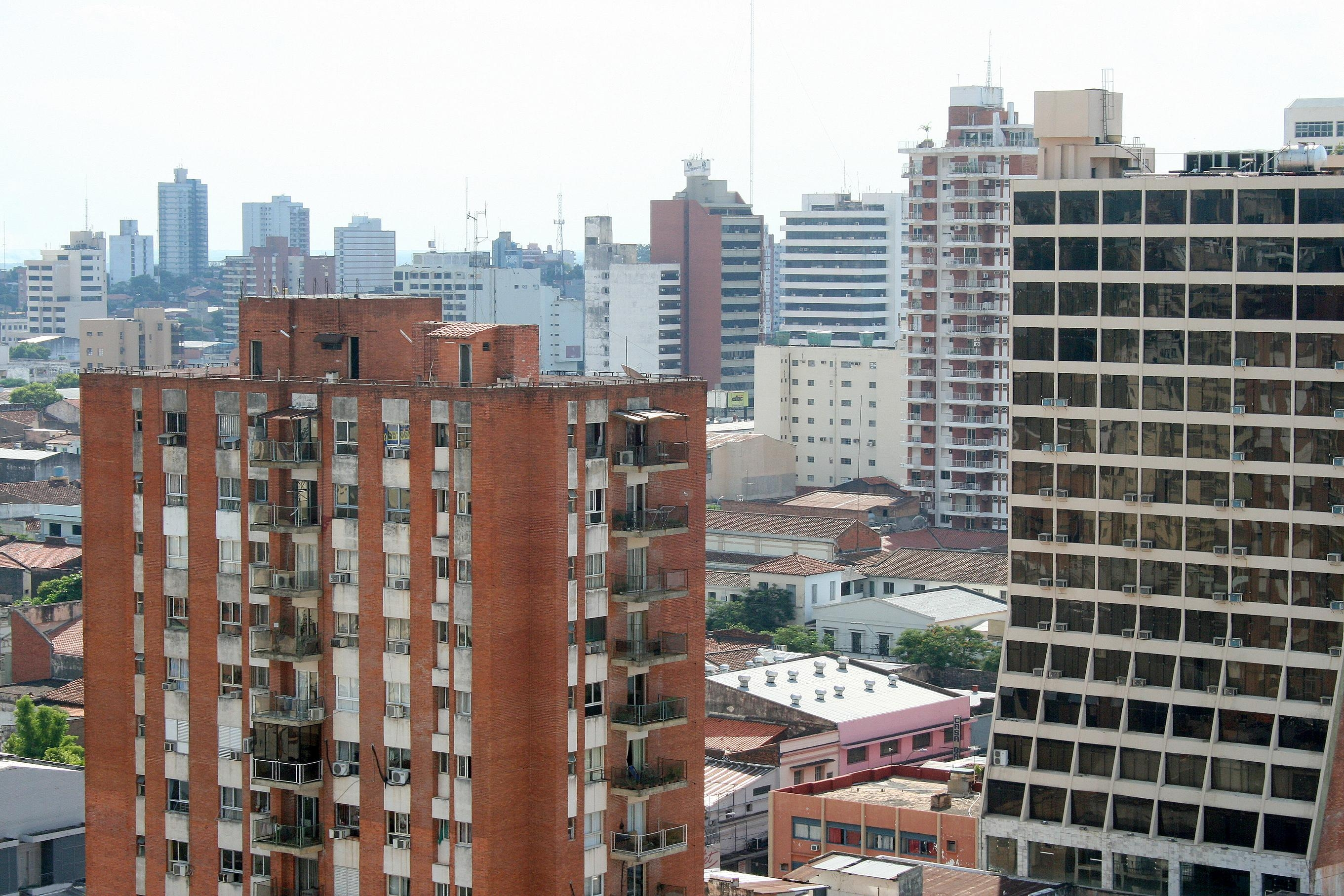
Assomption

| Mois                                | jan.  | fév. | mars  | avril | mai   | juin | jui. | août | sep. | oct.  | nov.  | déc.  | année |
| ----------------------------------- | ----- | ---- | ----- | ----- | ----- | ---- | ---- | ---- | ---- | ----- | ----- | ----- | ----- |
| Température minimale moyenne (°C)   | 22,7  | 22,4 | 21,4  | 18,7  | 16    | 13,5 | 13,7 | 14,2 | 15,9 | 18,3  | 20    | 21,6  | 18,2  |
| Température moyenne (°C)            | 27,5  | 26,9 | 25,9  | 22,8  | 19,8  | 17,6 | 17,9 | 18,6 | 20,5 | 23,2  | 24,9  | 26,5  | 22,68 |
| Température maximale moyenne (°C)   | 33,1  | 32,6 | 31,5  | 28,1  | 24,9  | 22,6 | 23,4 | 24,2 | 26,1 | 28,9  | 30,6  | 32,2  | 28,18 |
| Précipitations (mm)                 | 158,2 | 122  | 114,6 | 156,9 | 110,4 | 72,2 | 42,3 | 77,2 | 78,6 | 115,7 | 152,6 | 132,3 | 1 333 |
| Nombre de jours avec précipitations | 6     | 5    | 5     | 5     | 5     | 5    | 3    | 4    | 4    | 6     | 6     | 6     | 60    |
| Humidité relative (%)               | 68    | 71   | 72    | 75    | 76    | 76   | 70   | 70   | 66   | 67    | 67    | 68    | 70,5  |

| Diagramme climatique                                  |             |               |               |             |              |              |              |              |               |             |               |
| J                                                     | F           | M             | A             | M           | J            | J            | A            | S            | O             | N           | D             |
| 33,122,7158,2                                         | 32,622,4122 | 31,521,4114,6 | 28,118,7156,9 | 24,916110,4 | 22,613,572,2 | 23,413,742,3 | 24,214,277,2 | 26,115,978,6 | 28,918,3115,7 | 30,620152,6 | 32,221,6132,3 |
| Moyennes : • Temp. maxi et mini °C • Précipitation mm |             |               |               |             |              |              |              |              |               |             |               |

## Population
La ville comptait approximativement 600 000 habitants en 2001. La population a fortement augmenté au cours des dernières décennies en raison d'un exode rural prononcé et du boom économique des années 1970. Cependant c'est l'aire métropolitaine dénommée Gran Asunción qui a absorbé l'essentiel de cet afflux migratoire. En janvier 2009, la population de l'agglomération était ainsi estimée à 2 100 000 habitants, soit près de 30 % de la population totale du Paraguay.
Le Gran Asunción comprend les communes de San Lorenzo, Lambaré, Fernando de la Mora, Luque, Mariano Roque Alonso, Ñemby, Villa Elisa.

## Histoire

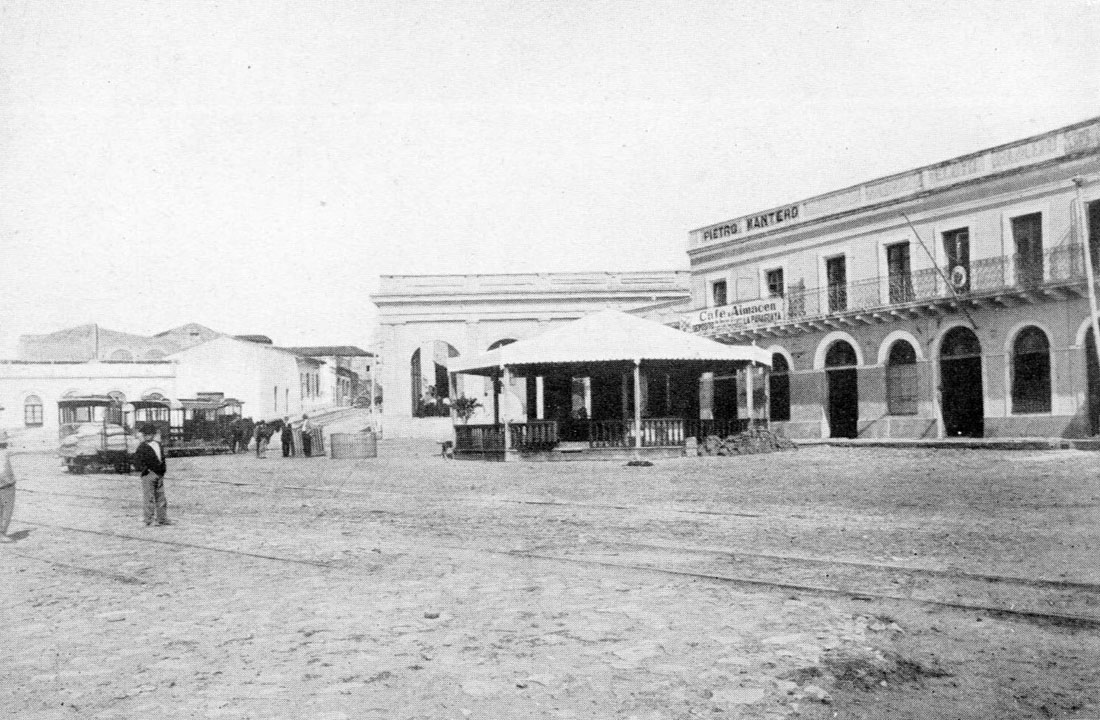
Le centre-ville en 1892.

Asuncion est le plus ancien site habité en permanence du bassin Rio de la Plata. C'est pourquoi on la surnomme la « Mère des villes ». C'est de là que les expéditions sont parties pour fonder d'autres villes comme la seconde fondation de Buenos Aires, et les autres villes importantes de la région comme Villarrica, Corrientes, Santa Fe en Argentine et Santa Cruz de la Sierra.
Son acte de fondation date du 16 septembre 1541, lorsque son conseil municipal fut institué par le lieutenant-gouverneur Domingo Martínez de Irala, un acte qui éleva ce qui était alors un fort militaire, érigé sous le même nom le 15 août 1537 par Juan de Salazar de Espinosa, à la catégorie de ville. La fondation du fort qui allait donner vie à la ville d'Asunción eut lieu sur le territoire des Guaranis-Carios, un peuple avec lequel les conquérants hispaniques conclurent une alliance. Asunción connut son apogée dans la seconde moitié du XVIe siècle, puis déclina en raison de son isolement géographique et du fait que la province paraguayenne était oubliée par la métropole.
Vers 1542, une servante guaranie d'Asunción connue sous le nom d'India Juliana assassina son maître espagnol et incita d'autres femmes indigènes à faire de même, ce qui lui valut d'être exécutée sur ordre de l'adelantado Alvar Núñez Cabeza de Vaca. Sa rébellion est considérée comme l'une des premières insurrections indigènes de l'époque, et sa figure comme l'une des plus importantes de l'histoire des femmes paraguayennes. Parmi les femmes de la ville naissante d'Asunción figure Isabel de Guevara, qui a épousé Pedro de Esquivel, un officier arrivé avec Alvar Nuñez Cabeza de Vaca.
Le site de la ville est d’abord visité par le conquistador Juan de Ayolas, sur sa route vers le fleuve Paraguay à la recherche d’un passage vers les mines du Haut Pérou, l’actuelle Bolivie.
Plus tard, Juan de Espinosa y Salazar et Gonzalo de Mendoza sont envoyés à la recherche d'Ayolas. Ils s'avèrent incapables de le retrouver. Salazar s'arrête brièvement dans une baie de la rive gauche de la rivière pour ravitailler. Comme il trouve les indigènes amicaux, il décide d’y fonder un fort au mois d’août 1537. Comme il en est l'usage, il le nomme en fonction de la fête religieuse du jour. Nous sommes le 15 août, c'est donc Nuestra Señora de la Asunción (Notre-Dame-de-l'Assomption). Ce fort devient une ville avec la création du Cabildo (l’administration civile) le 16 septembre 1541. La même année, les indigènes détruisent Buenos Aires. Les Espagnols fuient vers Asuncion. La ville gagne encore en importance et devient le centre d’une grande province coloniale espagnole comprenant une partie du Brésil, le Paraguay actuel et le nord de l’Argentine.
En 1603 se tient à Asuncion un synode sur l'évangélisation des populations indigènes, où est notamment adopté un catéchisme en guarani.
En 1731, la ville est le théâtre du soulèvement de José de Antequera y Castro, la revolución comunera en opposition à la domination coloniale de l’Espagne. Le mouvement échoue, mais il est le premier signe de l’esprit d’indépendance qui anime les Criollos, les créoles, les métis et les indigènes du Paraguay. L’évènement marque profondément la population qui n’accède à l’indépendance qu’en 1811.
À Asunción, les héros de l'indépendance ont lancé, dans la nuit du 14 mai 1811 et aux premières heures du jour suivant, le mouvement révolutionnaire paraguayen, dirigé militairement par le capitaine Pedro Juan Caballero. Vicente Ignacio Iturbe, qui était l'un des héros, se rendit à la résidence de Bernardo de Velasco. Ce dernier n'accepta pas la proposition de remettre la place, toutes les armes et les clés de la mairie ; alors, les héros placèrent huit canons devant la maison du gouverneur, et Iturbe apporta une nouvelle convocation, imposant un court délai pour la réponse. Velasco comprit qu'il était inutile de résister et se rendit. Lorsque la reddition de Velasco fut connue, 21 coups de canon furent tirés et un drapeau fut créé, qui sera modifié à trois reprises jusqu'à ce qu'il devienne le drapeau que nous connaissons aujourd'hui et qui représentera la nouvelle nation. Le peuple, réalisant ce qui s'était passé, exprima sa joie sur la place. Il s'agit de la seule déclaration d'indépendance pacifique de l'Amérique du XIXe siècle ; le fait est que les Espagnols n'ont pas pu attaquer parce que les Provinces unies du Río de la Plata, qui affrontaient les Espagnols, ont empêché toute avancée de ces derniers vers le Paraguay.
Dès l'époque de l'indépendance, sous le gouvernement de José Gaspar Rodríguez de Francia, la majeure partie du centre a été démolie pour refaire la toponymie urbaine sous la forme d'un quadrillage. Le "Grand Dictateur" ou "Dictateur Suprême", Dr. Francia, a scellé le pays, éliminé les importations et les exportations et le Paraguay a été autosuffisant pendant des décennies, depuis son accession à la présidence du pays jusqu'à sa mort. Après la guerre de la Triple Alliance (1864-1870), Asunción a été occupée par les troupes brésiliennes et alliées, de janvier 1869 (connue sous le nom de « sac d'Asunción ») jusqu'en 1876. Après la fin de la guerre de la Triple Alliance, Asunción a commencé sa reconstruction. À la fin du XIXe siècle, ainsi qu'au début du XXe siècle, un afflux considérable d'immigrants en provenance d'Europe et de l'Empire Ottoman a commencé à arriver, ce qui a donné à la ville un changement important dans son paysage urbain ; de nombreux bâtiments ont été construits et Asunción a de nouveau connu une période de prospérité qu'elle n'avait pas connue depuis avant la Grande Guerre.
Avec l’indépendance du Paraguay, Asuncion devient la capitale du pays. La physionomie de la ville a énormément évolué. Sous la présidence de José Gaspar Rodriguez de Francia de nombreuses routes sont tracées et les rues reçoivent un nom. Cependant, c’est sous la présidence de Carlos Antonio López que la ville évolue le plus. La ville est rattachée aux grandes villes sud-américaines grâce à l'arrivée du chemin de fer.

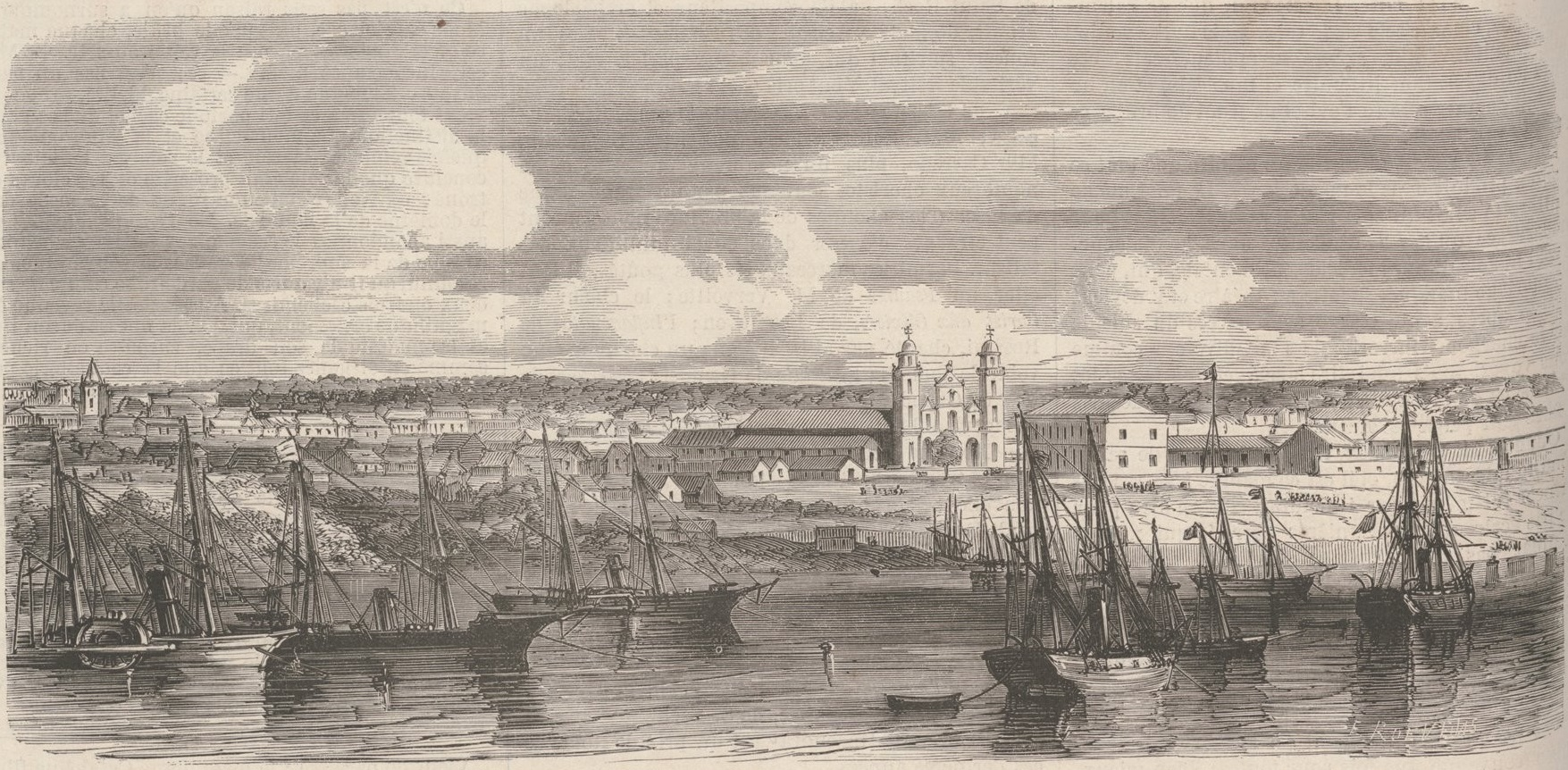
La ville de l'Assomption occupée par l'armée alliée (Le Monde Illustré: journal hebdomadaire, no 625, 3 avril 1869).

Après la guerre de la triple alliance (1865-1870), Asuncion est mise à sac par les troupes brésiliennes en janvier 1869, puis occupée jusqu'en 1870. À l'issue de cette période, la ville est partiellement détruite et sa population a diminué des deux tiers. Au cours des dernières décennies du XIXe siècle et de la première moitié du XXe siècle, la ville accueille un grand nombre d'immigrants venus d'Europe, et s'étend considérablement.
Il existe plusieurs théories sur les éléments déclencheurs de la guerre. Pour l'essentiel, le révisionnisme argentin et la vision traditionnelle paraguayenne attribuent un rôle prépondérant aux intérêts de l'Empire britannique ; l'historiographie libérale classique met l'accent sur l'influence politique du maréchal Francisco Solano López dans les affaires du Río de la Plata.
Le conflit est déclenché à la fin de l'année 1864, lorsque le maréchal Solano López, président du Paraguay, décide de venir en aide au gouvernement du Parti blanc de l'Uruguay, pour aider à la défense de Paysandú, en guerre civile contre le Parti Colorado, soutenu par la force militaire du Brésil. López avertit les gouvernements du Brésil et de l'Argentine qu'il considérera toute agression contre l'Uruguay « comme une atteinte à l'équilibre des États de la Plata », mais les troupes brésiliennes envahissent le territoire uruguayen en octobre 1864.
Le 12 novembre 1864, en représailles à l'invasion brésilienne de l'Uruguay, le gouvernement paraguayen s'empare d'un navire marchand brésilien et du gouverneur de la province brésilienne du Mato Grosso, déclenchant ainsi la guerre et la déclarant le lendemain. La première étape consiste en l'invasion du Mato Grosso en décembre 1864, au cours de laquelle les forces paraguayennes occupent et pillent une grande partie de cette province.
Toujours sans aide extérieure, attaqué par les troupes de Venancio Flores, les envahisseurs brésiliens, la flotte impériale et l'important soutien logistique du gouvernement argentin, le gouvernement uruguayen est contraint de se rendre.
Solano López demande au président argentin Bartolomé Mitre l'autorisation de passer en Uruguay avec ses troupes, mais la demande est rejetée par Mitre. Autoriser le passage de troupes belligérantes sur son territoire aurait été un abandon de la position de neutralité de l'Argentine de jusqu'alors ; d'autre part, le gouvernement argentin était favorable au parti Colorado de l'Uruguay. En réponse, les troupes paraguayennes occupent la ville argentine de Corrientes en avril 1865, forçant l'Argentine à entrer en guerre, alliée au Brésil et au nouveau gouvernement uruguayen. C'est à partir de ce moment-là que l'on peut parler de la « guerre de la Triple Alliance ».
En dehors de Buenos Aires et de Rosario (où la presse véhiculait une forte propagande politique pro-brésilienne), l'entrée de l'Argentine dans le conflit était impopulaire, à tel point qu'une grande partie des troupes envoyées l'ont fait sous la contrainte.
La guerre s'est terminée en 1870 par une défaite du Paraguay, qui a également entraîné un désastre démographique pour le pays : selon différentes sources, le pays a perdu entre 50 et 85 % de sa population et peut-être plus de 90 % de sa population masculine adulte. Avec près d'un demi-million de morts, il s'agit de la guerre la plus meurtrière de l'histoire de l'Amérique du Sud.
Le Paraguay a perdu une grande partie du territoire, encore en litige diplomatique avec le Brésil - 334 126 km² - et a été condamné à payer une lourde indemnité de guerre, bien que le paiement ait été retardé par les différents gouvernements d'après-guerre et n'ait jamais été effectué dans son intégralité. Depuis le XXe siècle, l'historiographie officielle de chaque pays a révisé les faits de la guerre, qui est considérée comme une « guerre d'extermination » du peuple paraguayen et comme un génocide du peuple paraguayen.
À la fin de la guerre de la Triple Alliance, Asunción était déjà desservie par des tramways, l'un des moyens de transport les plus modernes de l'époque, et ce jusqu'à la fin du siècle dernier.

### XXe siecle - actualité
Entre 1932 et 1935, le Paraguay était engagé dans une guerre avec la Bolivie, la guerre du Chaco, et Asunción devint alors un lieu de secours et d'aide pour les blessés du conflit. Le stade « Defensores del Chaco », situé dans le quartier de Sajonia, doit son nom au fait que c'est là que l'armée a été recrutée pour combattre les Boliviens et défendre le Chaco.
Asunción est la première ville entièrement urbaine du Paraguay depuis le milieu du XXe siècle. De plus, jusqu'au début des années 1980, Asunción était la seule ville du Paraguay à compter plus de 100 000 habitants, étant donné que la population rurale prédominait au Paraguay. Mais à la fin de cette décennie, l'exode rural a commencé dans le pays, contribuant à l'augmentation démographique - surtout urbaine - du département central (qui fait partie de l'actuel Grand Asunción). En conséquence, la population d'Asunción est restée pratiquement stagnante depuis lors.

#### Période de la dictature
La dictature d'Alfredo Stroessner, période également connue sous le nom de stronismo ou stronato, était un régime autoritaire établi au Paraguay sous la direction d'Alfredo Stroessner, qui a occupé la présidence du pays pendant une grande partie du milieu du 20e siècle[5]. Il s'agit non seulement de l'une des plus longues dictatures du monde enregistrées au XXe siècle, mais aussi de la plus longue dictature sud-américaine de l'histoire et de la troisième plus longue dictature d'Amérique latine, derrière Fidel Castro de Cuba (49 ans) et Porfirio Díaz du Mexique (34 ans et 178 jours). Sous l'impulsion du plan Condor, mis en œuvre par le gouvernement américain dans différents pays d'Amérique latine pour maintenir le contrôle occidental sur l'Union soviétique et l'avancée du communisme, le Paraguay a vécu pendant cette période sous un gouvernement de facto caractérisé par la concentration du pouvoir entre les mains du parti Colorado, la suppression des libertés civiles, le contrôle des institutions de l'État et la mise en œuvre de politiques répressives visant à éliminer la dissidence politique.
Le stronismo a consolidé un modèle politique basé sur le clientélisme, le militarisme et la censure (certaines de ces pratiques étant maintenues et perpétuées par le même parti politique qui gouverne actuellement le pays), avec des rapports de violations des droits de l'homme, de persécutions, de tortures et de disparitions forcées dont les preuves sont exposées au musée de la mémoire d'Asunción et dans les « Archivos del Terror ».Cette période a été marquée par une croissance économique modérée dans certains secteurs, largement financée par les travaux publics et la construction du barrage d'Itaipú, mais accompagnée d'une augmentation des inégalités sociales. Le terme « stronismo » (ou « stronato ») fait référence au système politique en place et à l'idéologie politique associée au leadership de Stroessner et à son maintien au pouvoir.
En mars 1991, dans la ville d'Asunción, deux ans à peine après le coup d'État contre le gouvernement d'Alfredo Stroessner - qui a duré près de 35 ans -, le traité d'Asunción a été signé en présence des présidents de l'Argentine, du Brésil, de l'Uruguay et du Paraguay, donnant naissance au Marché commun du Sud (MERCOSUR), une organisation d'intégration régionale.
Le 1er août 2004, 372 personnes meurent et près de trois cents sont blessées dans l'incendie d'un supermarché. C'est l'accident le plus sanglant de l'histoire du Paraguay. De nombreux clients furent contraints de s'enfuir par les fenêtres, car les sorties de secours étaient cadenassées sur ordre du propriétaire du supermarché pour éviter que les gens ne sortent sans payer.
De même, Asunción a été le point névralgique des plus grandes manifestations au Paraguay, les plus récentes étant : la Marche paraguayenne de 1999 (au cours de laquelle 8 manifestants ont été abattus et ont provoqué la démission du président Cubas), la destitution du président Lugo en 2012 (qui a entraîné la suspension du Paraguay du Mercosur), ou la crise politique de 2017 (les manifestants ont incendié le bâtiment du Congrès en raison d'une tentative de violation de la Constitution), entre autres.

## Économie

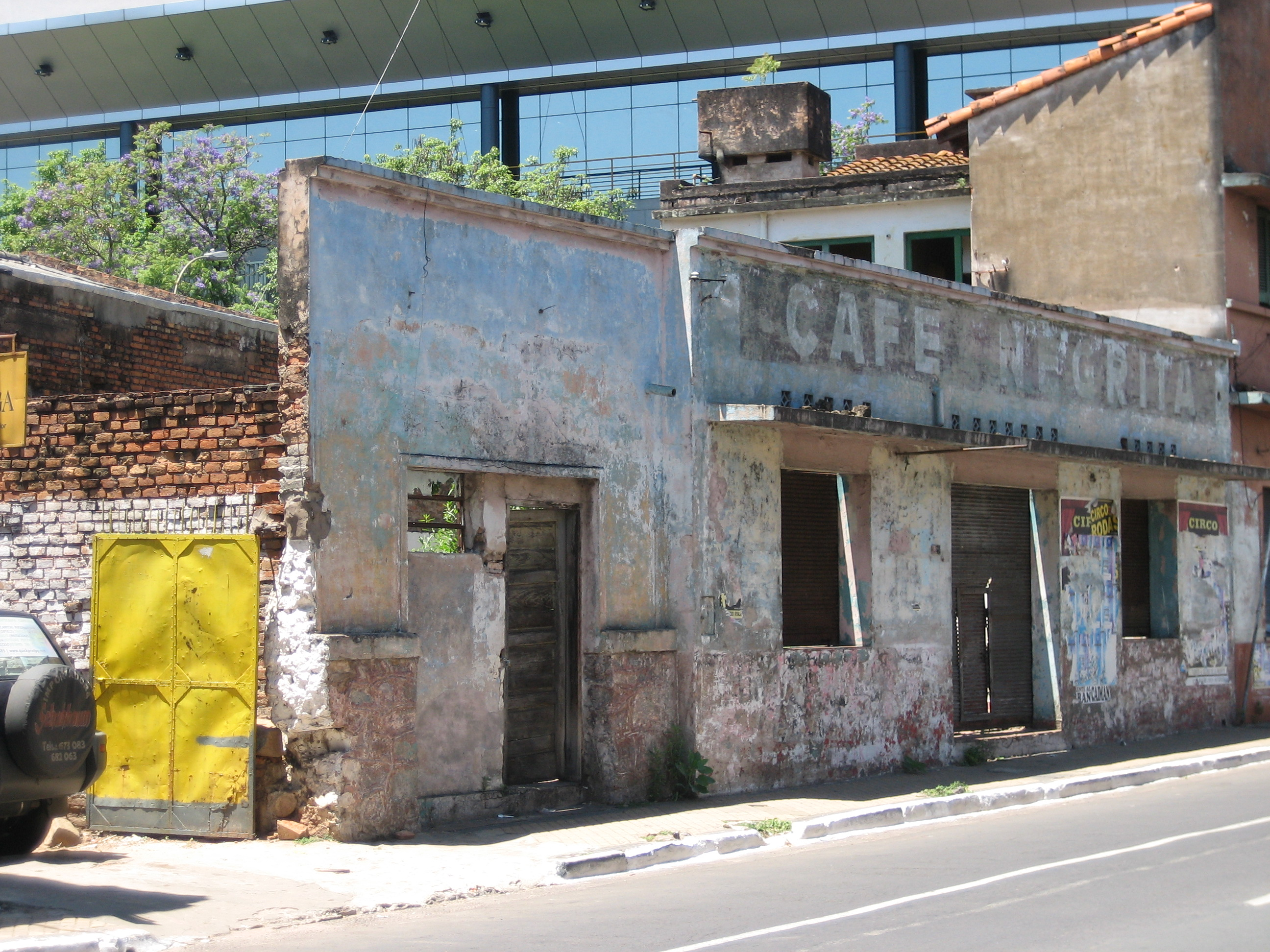
Le crissement entre les maisons en ruine et les architectures récentes du centre d'Asunción.

Le secteur tertiaire emploie plus de 8 personnes actives sur 10 alors  que le secteur secondaire en comprenant la construction, emploie environ 16 % de la population active. Asuncion détient la seule bourse du Paraguay : la Bolsa de Valores y Productos de Asunción.
Asuncion est desservie par l'aéroport international Silvio Pettirossi (code IATA : ASU • code OACI : SGAS) situé à Luque.

## Culture et patrimoine

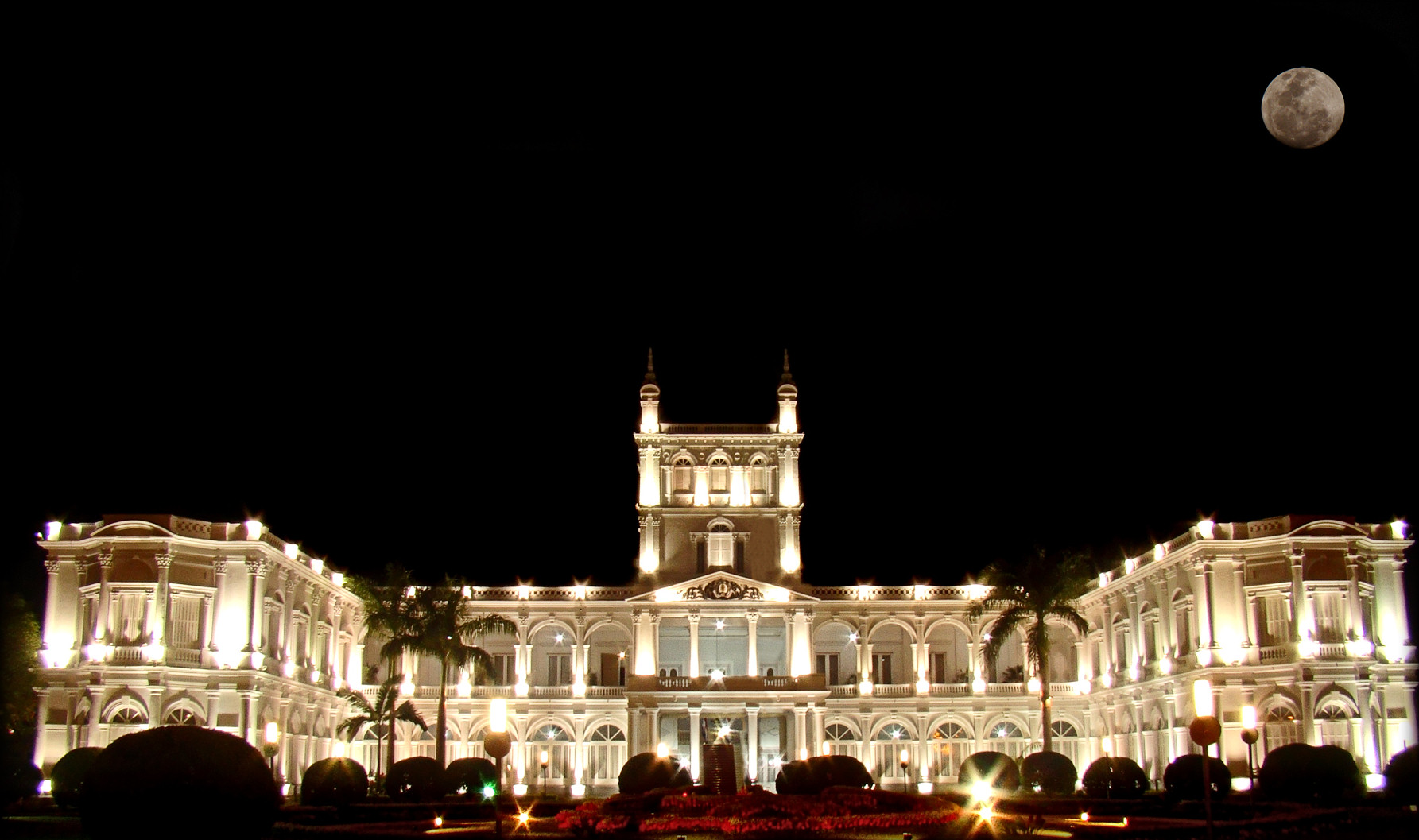
Palais des López.

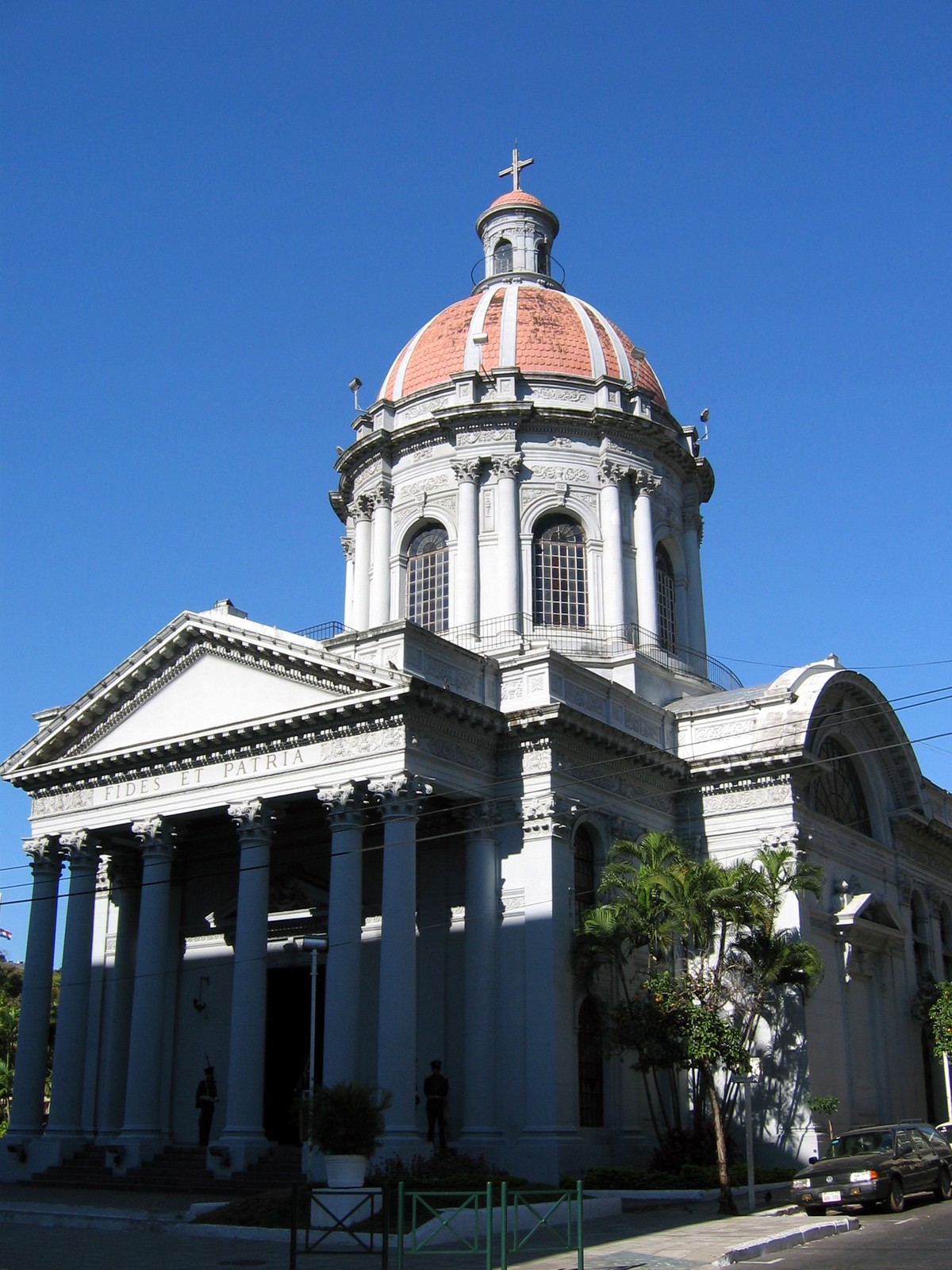
Panthéon des Héros d'Asuncion.

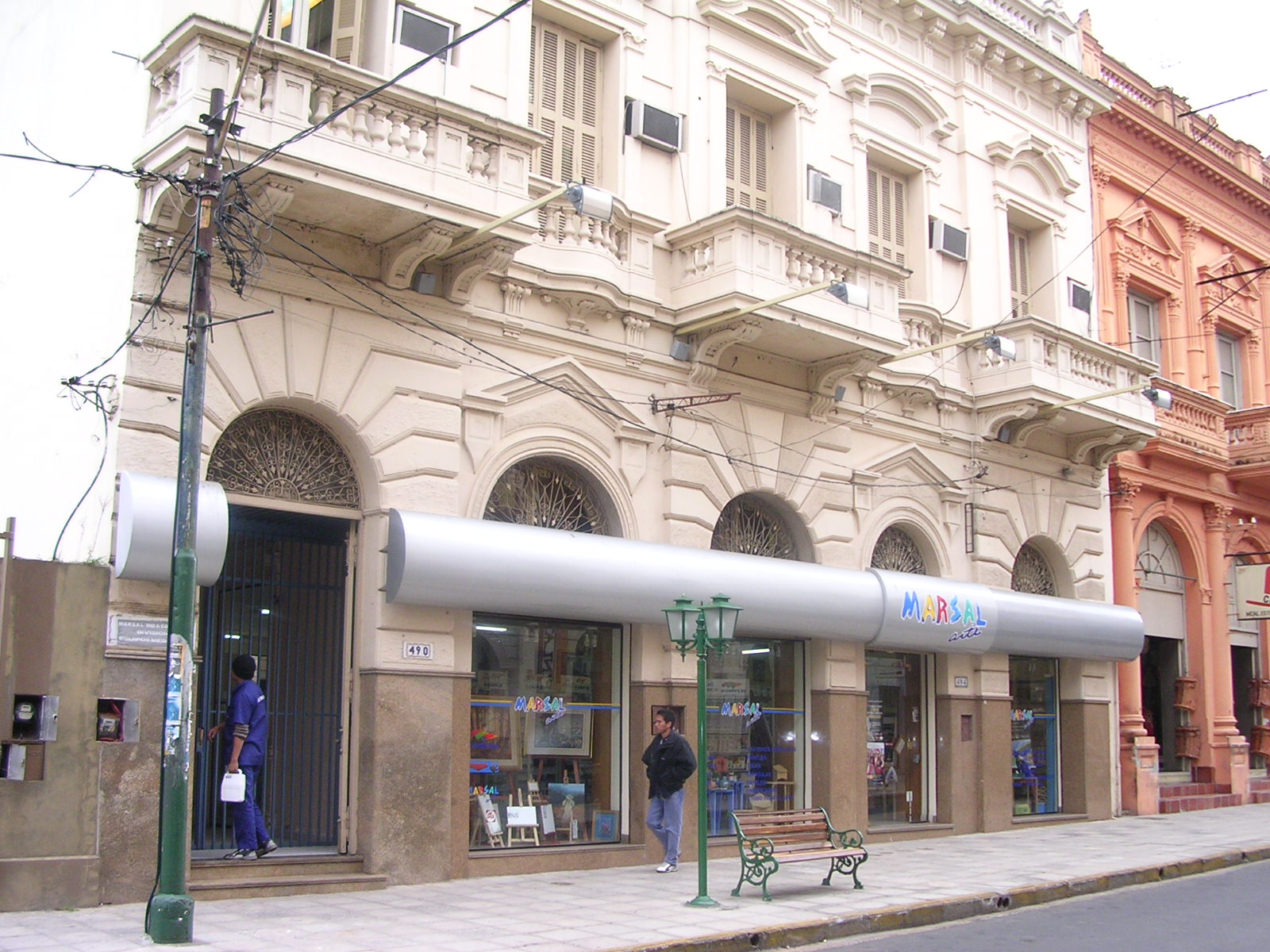
Bâtiments traditionnels à Calle Palma.

Asuncion est la ville du Paraguay avec le plus d'activités culturelles. La bibliothèque nationale du Paraguay existe depuis 1887 et contient des ouvrages à partir du XVIe siècle. Les premières collections viennent de Juan Silvano Godoi, intellectuel de l'époque, qui est également à l'origine de la création du Museo Nacional de Bellas Artes de Asunción.
En 2009, lorsque Asuncion est la capitale américaine de la culture, l'élection des trésors du patrimoine culturel et matériel de la ville a eu lieu pour promouvoir le patrimoine de la ville. Sur 45 candidatures, 7 ont été retenus.
- Palacio de los López
- Panteón Nacional de los Héroes
- Museo del Cabildo (Centro Cultural de la República)
- Cathédrale de l'Assomption
- Hotel Guaraní
- Teatro Municipal Ignacio A. Pane
- Église de la Très-Sainte-Trinité

### Culte
Asuncion est à plus de 90 % catholique. La ville est le siège de l'archidiocèse d'Asuncion et l'église mère, la cathédrale Notre-Dame-de-l'Assomption (es). La Conférence épiscopale paraguayenne reconnaît également deux églises d'Asuncion comme sanctuaire national :
- le sanctuaire Notre-Dame-du-Perpétuel-Secours[8] ;
- le sanctuaire du Sacré-Cœur-de-Jésus[9].

### Tourisme

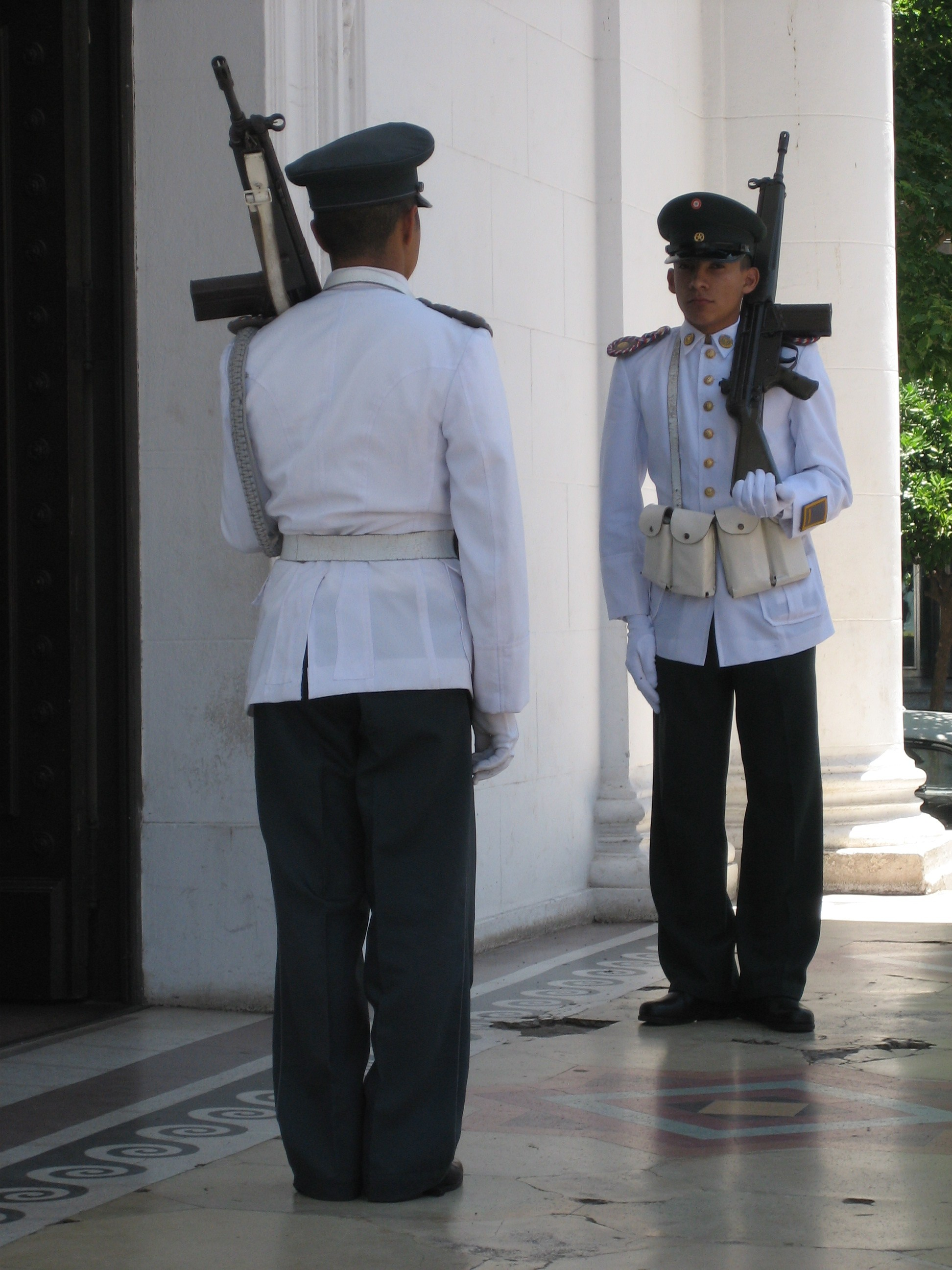
Gardes du Congrès National d'Asunción.

La cité abrite le musée Godoi, le musée del Barro (en), l'église de l'Incarnation et le Panthéon national d'Asuncion inspiré des Invalides à Paris, où de nombreux héros de la nation sont inhumés.

## Sports et loisirs
Le football est le sport principal au Paraguay. Il en est de même dans sa capitale, Asuncion. La ville abrite les clubs les plus importants du pays : Olimpia Asunción, Cerro Porteño, Club Libertad, Club Nacional, Club Guaraní, Club Sol de América. Ces clubs sont propriétaires de leurs propres stades et autres installations sportives. Le 2 juin 2017 est inauguré le Parque Olímpico Paraguayo, situé Autopista Ñu Guasu, Luque.
Le Stade Defensores del Chaco est le principal stade du pays. Il est situé dans le quartier de Saxe à seulement quelques minutes du centre-ville d'Asuncion. Il sert pour les matchs de l'équipe du Paraguay de football mais aussi pour accueillir d'autres manifestations culturelles comme des concerts de rock.
La vie nocturne tourne autour de deux lieux: l'un dans la partie centre de la ville et l'autre dans les quartiers de Manora et Las Carmelitas, qui proposent tout un ensemble de discothèques et de bars.
Asuncion compte sur son territoire les principales salles de spectacle du pays : le Théâtre Municipal Ignacio A. Pane., le centre culturel Juan de Salazar, le théâtre des Amériques, le Tom Jobim Theater, Le théâtre l'Arlequin et la Manzana de la Rivera.

## Jumelages et partenariat
Le 12 octobre 1982, les capitales ibéro-américaines signent le traité Constitución de la Unión de Ciudades Capitales Iberoamericanas.

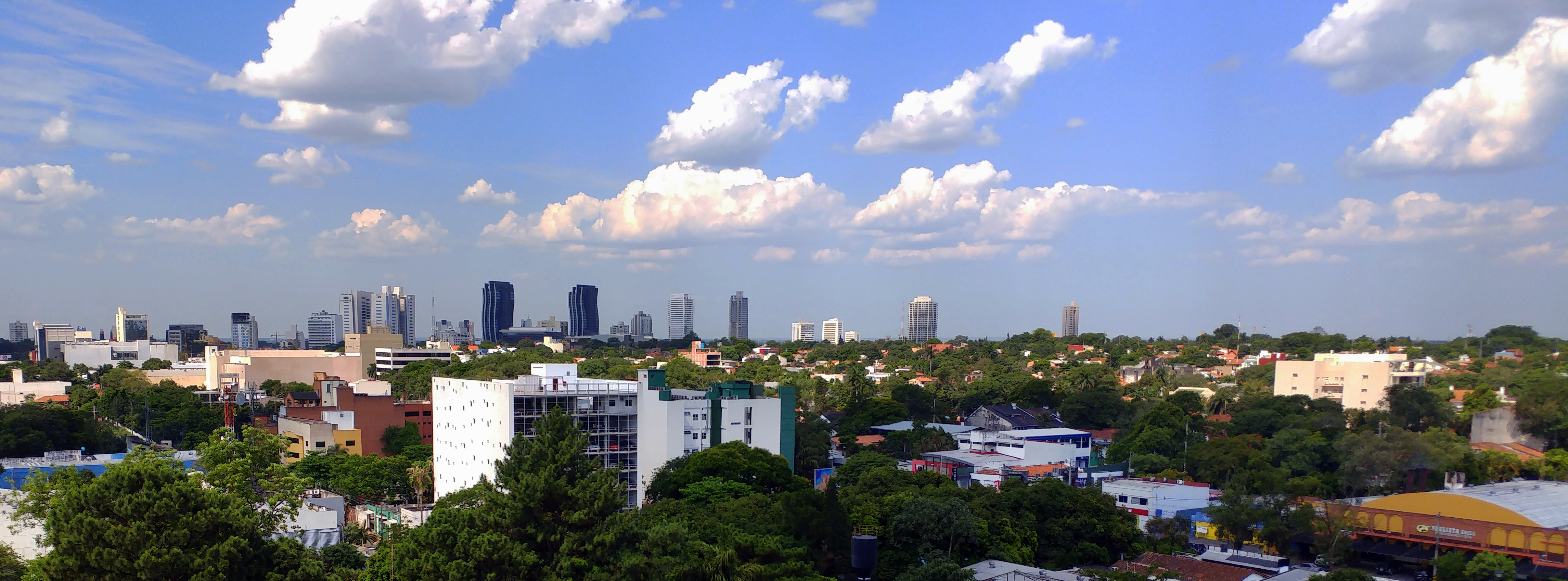
Panorama d'Asuncion.

- Bogota (Colombie)
- Caracas (Venezuela)
- Buenos Aires (Argentine)
- Resistencia (Argentine)
- Campinas (Brésil)
- Curitiba (Brésil)
- São Paulo (Brésil)
- Chiba (Japon)
- Madrid (Espagne)
- Comté de Miami-Dade (États-Unis)
- Puebla (Mexique) depuis 2009
- Taipei (Taïwan)
- Miami (États-Unis)

## Personnalités liées
- Nicolás Pérez González (1927-1991), chanteur et compositeur paraguayen.
- Clara Sosa (1991-), mannequin
- Josefina Pla (1903-1999), poétesse paraguayenne
- Victor Pecci (1955-), joueur de tennis professionnel
- Joshua Dürksen (2003-), pilote automobile